# Grand Prix WMRA 2008
Navigation
2007 2009
Le Grand Prix WMRA 2008 est la dixième édition du Grand Prix WMRA, compétition internationale de courses en montagne organisée par l'association mondiale de course en montagne.

## Règlement
Le barème de points est légèrement modifié par rapport à l'année précédente. Un nouveau système de niveau est introduit. Les courses de premier niveau rapportent 100 points au vainqueur et celles de deuxième niveau, 50 points. Le calcul est identique dans les catégories féminines et masculines. Le score final cumule les quatre meilleures performances de la saison. Pour être classé, un athlète doit participer à au moins deux épreuves. Les coureurs prenant part à au moins cinq courses reçoivent un bonus de participation de 10 points.
| Classement                            | 1er | 2e  | 3e | 4e | 5e | 6e | 7e | 8e | 9e | 10e | 11e | 12e | 13e | 14e | 15e | 16e | 17e | 18e | 19e | 20e | 21e | 22e | 33e | 24e | 25e | 26e | 27e | 28e | 29e | 30e |
| ------------------------------------- | --- | --- | -- | -- | -- | -- | -- | -- | -- | --- | --- | --- | --- | --- | --- | --- | --- | --- | --- | --- | --- | --- | --- | --- | --- | --- | --- | --- | --- | --- |
| Points pour la finale                 | 120 | 102 | 90 | 84 | 78 | 72 | 66 | 60 | 54 | 48  | 42  | 37  | 32  | 29  | 26  | 23  | 21  | 19  | 17  | 15  | 13  | 11  | 9   | 8   | 7   | 6   | 5   | 4   | 3   | 2   |
| Points pour les courses de 1er niveau | 100 | 85  | 75 | 70 | 65 | 60 | 55 | 50 | 45 | 40  | 35  | 30  | 27  | 24  | 22  | 20  | 18  | 16  | 14  | 12  | 10  | 19  | 8   | 7   | 6   | 5   | 4   | 2   | 2   | 1   |
| Points pour les courses de 2e niveau  | 50  | 42  | 37 | 33 | 30 | 27 | 24 | 21 | 18 | 16  | 14  | 12  | 10  | 8   | 6   | 5   | 4   | 3   | 2   | 1   | 0   | 0   | 0   | 0   | 0   | 0   | 0   | 0   | 0   | 0   |

## Programme
Le calendrier se compose de sept courses.
| Nom de la course                      | Distance               | Dénivelé                              | Pays     | Date              |
| ------------------------------------- | ---------------------- | ------------------------------------- | -------- | ----------------- |
| Montée du Grand Ballon                | 13,2 km () / 9,0 km () | +1 160 m/-110 m () / +850 m/-110 m () | France   | 1er mai 2008      |
| Course des 2 Bains                    | 10 km                  | +807 m                                | Suisse   | 24 mai 2008       |
| Course de montagne Schenna-Meran 2000 | 14 km () / 10 km ()    | +1 700 m () +1 300 m ()               | Italie   | 15 juin 2008      |
| Course de Schlickeralm                | 11,2 km                | +1 270 m                              | Autriche | 3 août 2008       |
| Course de montagne du Feuerkogel      | 11 km () / 9 km ()     | +1 250 m                              | Autriche | 10 août 2008      |
| Course du Schneeberg                  | 10 km                  | +1 200 m                              | Autriche | 27 septembre 2008 |
| Course de Šmarna Gora                 | 9,2 km                 | +700 m/-340 m                         | Slovénie | 4 octobre 2008    |

## Résultats

### Hommes
La montée du Grand Ballon voit un duel serré entre Emmanuel Meyssat et Steven Vernon. Le Français prend finalement l'avantage pour 21 secondes. L'Allemand Timo Zeiler complète le podium. Jonathan Wyatt remporte la course des 2 Bains. Le podium est complété par Julien Rancon et le coureur local Sébastien Epiney. Wyatt remporte ensuite la course de montagne Schenna-Meran 2000 en établissant un nouveau record du parcours en 1 h 15 min 57 s. Le podium est complété par Timo Zeiler et Marco Gaiardo. Le Néo-Zélandais poursuit sa domination en s'imposant à Schlickeralm. Marco Gaiardo et Rickey Gates terminent deuxième et troisième. L'Italien Gaiardo prend la tête de la course de montagne du Feuerkogel et mène jusqu'à l'arrivée. Il est suivi par Andrzej Długosz et Mitja Kosovelj. Jonathan Wyatt remporte facilement la victoire à la course du Schneeberg. Il devance le Slovène Kosovelj de plus d'une minute. Mitja Kosovelj triomphe devant son public à Šmarna Gora malgré le parcours rendu glissant par la pluie. Robert Krupička et Marco Gaiardo complètent le podium. Jonathan Wyatt ne termine que quatrième mais cela lui suffit amplement pour remporter son septième Grand Prix. Marco Gaiardo se classe deuxième et Mitja Kosovelj troisième.
- 2e niveau (50 points au vainqueur)
- 1er niveau (100 points au vainqueur)
- Finale (120 points au vainqueur)

| Course                                | Vainqueur        | Deuxième        | Troisième        |
| ------------------------------------- | ---------------- | --------------- | ---------------- |
| Montée du Grand Ballon                | Emmanuel Meyssat | Steve Vernon    | Timo Zeiler      |
| Course des 2 Bains                    | Jonathan Wyatt   | Julien Rancon   | Sébastien Epiney |
| Course de montagne Schenna-Meran 2000 | Jonathan Wyatt   | Timo Zeiler     | Marco Gaiardo    |
| Course de Schlickeralm                | Jonathan Wyatt   | Marco Gaiardo   | Rickey Gates     |
| Course de montagne du Feuerkogel      | Marco Gaiardo    | Andrzej Długosz | Mitja Kosovelj   |
| Course du Schneeberg                  | Jonathan Wyatt   | Mitja Kosovelj  | Georges Burrier  |
| Course de Šmarna Gora                 | Mitja Kosovelj   | Robert Krupička | Marco Gaiardo    |

### Femmes
La Suissesse Martina Strähl remporte la victoire au Grand Ballon en battant le record féminin de plus d'une minute. Elle devance les Britanniques Victoria Wilkinson et Sarah Tunstall. Martina Strähl s'impose ensuite à la course des 2 Bains. Victoria termine à nouveau deuxième, tandis qu'Anne Buckley s'interpose entre elle et Sarah Tunstall. La Néo-Zélandaise Anna Frost termine cinquième. La coureuse locale Renate Rungger s'impose à la course de montagne Schenna-Meran 2000 en devançant la Néo-Zélandaise Frost. Antonella Confortola décroche la troisième marche du podium. Anna Pichrtová établit un nouveau record à la course de Schlickeralm en 1 h 8 min 16 s. Elle devance la jeune Mateja Kosovelj et Daniela Gassmann-Bahr. L'Autrichienne Andrea Mayr domine la course de montagne du Feuerkogel. Elle abaisse le record féminin à 58 min 21 s et remporte la victoire avec plus de 4 minutes d'avance sur Anna Frost. Mateja Kosovelj décroche un nouveau podium en terminant troisième. Andrea bat également le record au Schneeberg en 58 min 21 s. Elle remporte une victoire sans conteste, terminant 6 minutes devant les Slovènes Kosovelj et Lucija Krkoč. Mayr termine sa saison avec une troisième victoire et un troisième record battu. Malgré la pluie, elle s'impose en 45 min 24 s à la course de Šmarna Gora. Le podium est complété par Victoria Wilkinson et Mateja Kosovelj. Anna Frost termine huitième. Avec cinq épreuves courues et seulement deux podiums, elle récolte 315 points et remporte le Grand Prix. Mateja Kosovelj termine de justesse deuxième devant Victoria Wilkinson. Malgré ses trois victoires, Andrea Mayr ne se classe que cinquième. Elle n'a participé qu'à ces trois courses et celle du Schneeberg ne lui rapporte que 50 points.
- 2e niveau (50 points au vainqueur)
- 1er niveau (100 points au vainqueur)
- Finale (120 points au vainqueur)

| Course                                | Vainqueur      | Deuxième           | Troisième             |
| ------------------------------------- | -------------- | ------------------ | --------------------- |
| Montée du Grand Ballon                | Martina Strähl | Victoria Wilkinson | Sarah Tunstall        |
| Course des 2 Bains                    | Martina Strähl | Victoria Wilkinson | Anne Buckley          |
| Course de montagne Schenna-Meran 2000 | Renate Rungger | Anna Frost         | Antonella Confortola  |
| Course de Schlickeralm                | Anna Pichrtová | Mateja Kosovelj    | Daniela Gassmann-Bahr |
| Course de montagne du Feuerkogel      | Andrea Mayr    | Anna Frost         | Mateja Kosovelj       |
| Course du Schneeberg                  | Andrea Mayr    | Mateja Kosovelj    | Lucija Krkoč          |
| Course de Šmarna Gora                 | Andrea Mayr    | Victoria Wilkinson | Mateja Kosovelj       |

## Classements
| Rang          | Nom             | Course 1 | Course 2 | Course 3 | Course 4 | Course 5 | Course 6 | Course 7 | Bonus | Points |
| ------------- | --------------- | -------- | -------- | -------- | -------- | -------- | -------- | -------- | ----- | ------ |
| Médaille d'or | Jonathan Wyatt  |          | 100      | 100      | 100      |          | 50       | 84       | 10    | 394    |
| 2             | Marco Gaiardo   |          |          | 75       | 85       | 100      |          | 90       |       | 350    |
| 3             | Mitja Kosovelj  |          |          |          | 60       | 75       | 42       | 120      |       | 297    |
| 4             | Andrzej Długosz | 12       |          | 70       | 40       | 85       |          | 72       | 10    | 277    |
| 5             | Markus Kröll    |          |          | 60       | 70       | 70       | 33       | 23       | 10    | 243    |
| 6             | Robert Krupička |          |          | 65       | 50       |          |          | 102      |       | 217    |

| Rang          | Nom                | Course 1 | Course 2 | Course 3 | Course 4 | Course 5 | Course 6 | Course 7 | Bonus | Points |
| ------------- | ------------------ | -------- | -------- | -------- | -------- | -------- | -------- | -------- | ----- | ------ |
| Médaille d'or | Anna Frost         |          | 65       | 85       | 70       | 85       |          | 60       | 10    | 315    |
| 2             | Mateja Kosovelj    |          |          |          | 85       | 75       | 42       | 90       |       | 292    |
| 3             | Victoria Wilkinson | 42       | 85       |          | 55       |          |          | 102      |       | 284    |
| 4             | Pavla Matyášová    |          |          | 70       | 60       | 65       |          | 84       |       | 279    |
| 5             | Andrea Mayr        |          |          |          |          | 100      | 50       | 120      |       | 270    |
| 6             | Iva Milesová       |          | 55       | 65       | 50       | 70       |          | 48       | 10    | 250    |